# Adiantum windischii
Adiantum windischii là một loài thực vật có mạch trong họ Adiantaceae. Loài này được J. Prado mô tả khoa học đầu tiên năm 2005.